# Cantó d'Auch nord-est
Auch Nord-Est és un cantó del departament del Gers a França amb les següents comunes:
- Auch
- Aunhats
- Crastas
- La Hita
- Lo Bolin
- Montagut
- Nougaroulet
- Poicasquèr
- Torrenquets

## Història
| Data d'elecció                           | Identitat       | Partit | Qualitat |
| ---------------------------------------- | --------------- | ------ | -------- |
| 1973-1988                                | Jean Laborde    | PS     |          |
| 1988-1992                                | Alain Sorbadère | PS     |          |
| 1992-1998                                | Alain Duffourg  | UDF    |          |
| 1998-                                    | Alain Sorbadère | PS     |          |
| les dades anteriors no són pas conegudes |                 |        |          |
|                                          |                 |        |          |